# Wilhelm Schmucke
Wilhelm Schmucke est un personnage de La Comédie humaine d'Honoré de Balzac. Il apparaît principalement dans Le Cousin Pons.
D'origine allemande (on ne connaît pas sa date de naissance), il arrive à Paris en 1814.
Il a été maître de chapelle du margrave d'Anspach, et, en 1818, il est choisi par la comtesse de Granville (femme du juge Granville) pour enseigner le piano à ses deux filles : Marie-Eugénie et Marie-Angélique.
Dans Splendeurs et misères des courtisanes, il donne aussi des leçons de piano à Lydie, fille de Peyrade.
Fidèle ami de Sylvain Pons avec lequel il cohabite en bonne intelligence, il réussit, malgré ses modestes revenus, à cuisiner des plats appétissants lorsque Pons n'est plus invité par sa famille, les Camusot de Marville.
Dans Une fille d'Ève, il vole au secours de son ancienne élève affreusement endettée, (Marie-Angélique de Vandenesse) et il signe des billets à ordre pour son compte.
En 1836, il est installé avec Pons rue de Normandie ; on les surnomme les deux « casse-noisette ». Il arrive à amadouer la portière, madame Cibot.
En 1841 après le deuxième affront essuyé par son ami Pons dans sa famille Camusot de Marville, il s'empresse de compenser ce malheur en emmenant son ami faire une promenade qui se révèle finalement fatale. Pons tombe malade. Schmucke le soigne comme une nourrice, mais l'état de Pons ne fait qu'empirer.
À la mort de Pons, et face à la rapacité des Camusot, Schmucke suit le conseil de Félix Gaudissart et il transige avec la famille. Mais il est bientôt frappé de congestion à la lecture d'une assignation que lui fait Fraisier, l'avocat des Camusot, et il meurt dix jours après. On l'enterre aux côtés de son ami Pons au cimetière du père Lachaise.